# Wydział Reżyserii Akademii Teatralnej im. Aleksandra Zelwerowicza w Warszawie
Wydział Reżyserii Akademii Teatralnej im. Aleksandra Zelwerowicza w Warszawie – wydział Akademii Teatralnej im. Aleksandra Zelwerowicza w Warszawie. Jego siedziba znajduje się przy ul. Miodowej 22–24.

## Kierunki studiów
- reżyseria

## Władze
Dziekan: dr hab. Jarosław Kilian

Prodziekan: dr Marta Miłoszewska